# Совхозний (Алейський район)
Совхо́зний (рос. Совхозный) — селище у складі Алейського району Алтайського краю, Росія. Адміністративний центр Совхозної сільської ради.

## Населення
Населення — 546 осіб (2010; 586 у 2002).
Національний склад (станом на 2002 рік):
- росіяни — 96 %